# Bowenia spectabilis
Bowenia spectabilis Hook. è una cicade della famiglia delle Zamiaceae, nativa dell'Australia.

## Descrizione

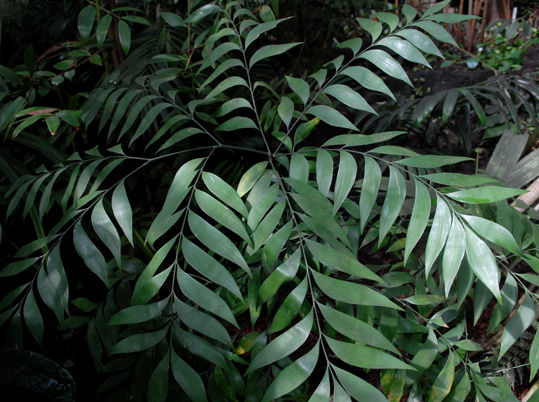
Esemplare di B. spectabilis

È una pianta di aspetto cespuglioso, acaule, con fusto nudo sotterraneo.
Le foglie sono bipennate, lucide, lunghe 100–200 cm, con piccioli sottili e privi di spine; sono composte da un numero variabile da 7 a 30 foglioline lanceolate, lunghe 7–15 cm.

I coni maschili sono ovoidali, lunghi appena 5 cm, con un diametro di 2.5 cm; quelli femminili sono da ovoidali a globosi, lunghi circa 10 cm.

I semi lunghi circa 3 cm sono ricoperti da un tegumento di colorazione biancastra che vira verso il viola a maturazione.

## Biologia
Si riproduce per impollinazione entomofila ad opera di coleotteri del genere Miltotranes (Curculionidae).

## Distribuzione e habitat
Nativa del Queensland (Australia), cresce nel sottobosco delle foreste pluviali tropicali.

## Coltivazione e propagazione
È una specie molto sensibile al gelo, adatta alle zone tropicali e subtropicali.
Cresce ottimalmente in siti ombreggiati, su suoli con buon drenaggio.
Alle basse temperature, o in caso di acqua e nutrienti insufficienti, diventano dormienti.
Si propagano da seme o per divisione del fusto tuberoso.